# وایلدر پنفیلد
وایلدر پنفیلد (انگلیسی: Wilder Penfield؛ ‏ ۲۶ ژانویهٔ ۱۸۹۱ – ۵ آوریل ۱۹۷۶) دانشمند در زمینه جراحی مغز و اعصاب اهل کانادا بود.
وی همچنین برندهٔ جوایزی همچون همکار انجمن سلطنتی و کمک‌هزینه گوگنهایم شده‌است.